# 48e corps d'armée (Allemagne)
Pour les articles homonymes, voir 48e corps.
Le 48e corps d'armée (en allemand : XXXXVIII. Armeekorps) était un corps d'armée de l'armée de terre allemande, la Heer, au sein de la Wehrmacht pendant la Seconde Guerre mondiale.

## Hiérarchie des unités
| Nom          | Nbre d'hommes       | Unités subalternes                | Grade de commandement                 |
| ------------ | ------------------- | --------------------------------- | ------------------------------------- |
| Heeresgruppe | + 300 000           | 2 à + Armeen (Armées)             | Generaloberst ou Generalfeldmarschall |
| Armee        | + 100 000 - 300 000 | 2 à + Armeekorps (Corps d'armées) | General ou Generaloberst              |
| Armeekorps   | + 30 000 - 80 000   | 2 à + Divisionen (Division)       | Generalleutnant ou General            |
| Division     | + 10 000 – 20 000   | 2 à 6 Brigaden (Brigade)          | Generalmajor ou Generalleutnant       |
| Brigade      | + 3 000 – 5 000     | jusqu'à 3 Regimentern (Régiment)  | Oberst ou Generalmajor                |

## Historique
Le XXXXVIII. Armeekorps a été créé le 20 juin 1940.

Le 25 novembre 1940, il est formé sous le nom de XXXXVIII. Armeekorps (motorisiert) dans la Wehrkreis XII à Coblence.
Il prend part à l'opération Barbarossa et est renommé XXXXVIII. Panzerkorps le 21 juin 1942.

## Organisation

### Commandants successifs
| Date                             | Grade                     | Commandant   |
| -------------------------------- | ------------------------- | ------------ |
| 6 janvier 1941 - 31 janvier 1942 | General der Panzertruppen | Werner Kempf |
| 19 février 1942 - 5 mai 1942     | General der Panzertruppen | Rudolf Veiel |
| 5 mai 1942 - 21 juin 1942        | General der Panzertruppen | Werner Kempf |

### Chef des Generalstabes
| Date                            | Grade       | Commandant    |
| ------------------------------- | ----------- | ------------- |
| 1er janvier 1941 - 21 juin 1942 | Oberst i.G. | Werner Friebe |

### 1. Generalstabsoffizier (Ia)
| Date                       | Grade      | Commandant                                  |
| -------------------------- | ---------- | ------------------------------------------- |
| Mars 1941 - Février 1942   | Major i.G. | Hermann Berlin                              |
| Février 1942 - 9 mars 1942 | Major i.G. | Otto Marcks                                 |
| 9 mars 1942 - 21 juin 1942 | Major i.G. | Friedrich Freiherr von Ohlen und Adlerscron |

## Théâtres d'opérations
- Allemagne : décembre 1940-avril 1941
- Pologne : avril 1941-juin 1941

## Ordre de batailles

### Rattachement d'armées
| Date         | Armée           | Groupe d'armées        |
| ------------ | --------------- | ---------------------- |
| 1941         |                 |                        |
| 31 janvier   | 11e armée       | Groupe d'armées C      |
| 15 avril     | z.Vfg.          | Groupe d'armées A      |
| 26 avril     | 6. Armee        | Groupe d'armées Sud    |
| 27 juin      | Panzergruppe 1  | Groupe d'armées Sud    |
| 23 septembre | Panzergruppe 2  | Groupe d'armées Centre |
| 25 octobre   | 2. Armee        | Heeresgruppe Mitte     |
| 1942         |                 |                        |
| Janvier      | 2. Armee        | Groupe d'armées Centre |
| 15 janvier   | 2. Armee        | Groupe d'armées Sud    |
| Juin         | 4e Panzer Armee | Groupe d'armées Sud    |

### Unités subordonnées

#### Unités organiques
- Arko 108
- Panzerkorps-Nachrichten-Abteilung 448
- Korps-Nachschubtruppen 448

#### Unités rattachées
10 juin 1941
- 57e division d'infanterie
- 75e division d'infanterie

19 juin 1941
- 57e division d'infanterie
- 75e division d'infanterie
- 11e Panzerdivision

22 juin 1941
- 57e division d'infanterie
- 11e Panzerdivision

27 juin 1941
- 16. Infanterie-Division (motorisiert)
- 16e Panzerdivision
- 11e Panzerdivision

1er juillet 1941
- 198. Infanterie-Division
- 4e division de montagne
- 1re division de montagne

7 août 1941
- 16. Infanterie-Division (motorisiert)
- 13e Panzerdivision
- SS-Division Leibstandarte SS Adolf Hitler

3 septembre 1941
- 16e Panzerdivision

12 septembre 1941
- 9e Panzerdivision
- 16e Panzerdivision

15 septembre 1941
- 9e Panzerdivision
- 16e Panzerdivision
- 25. Infanterie-Division (motorisiert)

2 octobre 1941
- 9e Panzerdivision
- 25. Infanterie-Division (motorisiert)
- 16. Infanterie-Division (motorisiert)

12 mars 1942
- 9e Panzerdivision
- 16. Infanterie-Division (motorisiert)
- 88e division d'infanterie

24 juin 1942
- 24e Panzerdivision
- Infanterie-Division Großdeutschland

## Sources
- Le 48e corps d'armée  sur Lexikon-der-wehrmacht.de